# Fenton (Illinois)
Fenton ist eine kleine Siedlung im Whiteside County im Nordwesten des  US-amerikanischen Bundesstaates Illinois. Der Ort bildet das Zentrum der Fenton Township und gehört als Unincorporated Community keiner Gemeinde an. Fenton hat ein eigenes Postamt und die Postleitzahl 61251.

## Geografie
Fenton liegt im südwestlichen Zentrum des Whiteside County am Rock Creek, wenige Kilometer nördlich von dessen Mündung in den Rock River. Der Mississippi, der die Grenze zu Iowa bildet, liegt rund 17 km westlich. Die Grenze zu Wisconsin verläuft rund 95 km nördlich. Der Ort liegt auf 41°43′50″ nördlicher Breite und 90°01′48″ westlicher Länge.  
Benachbarte Orte von Fenton sind Morrison (14,6 km nordöstlich), Lyndon (11,5 km östlich), Prophetstown (15,3 km südöstlich), Erie (11,5 km südwestlich) und Albany (19,8 km nordwestlich).
Die nächstgelegenen größeren Städte sind Dubuque in Iowa (122 km nordwestlich), Rockford (122 km nordöstlich), Chicago (208 km östlich), Peoria (144 km südsüdöstlich) sowie die Quad Cities (63 km südwestlich).

## Verkehr
In Fenton treffen die County Highways 2 und 23 zusammen. Daneben existieren noch eine Reihe unbefestigter Fahrwege und innerörtlicher Verbindungsstraßen.
Parallel zum County Highway 23 verläuft eine Eisenbahnstrecke der BNSF Railway.
Die nächstgelegenen Flughäfen sind der 116 km nordöstlich von Fenton gelegene Chicago Rockford International Airport sowie der 63,7 km südwestlich gelegene Quad City International Airport.